# Droits Miranda
Pour les articles homonymes, voir Miranda.

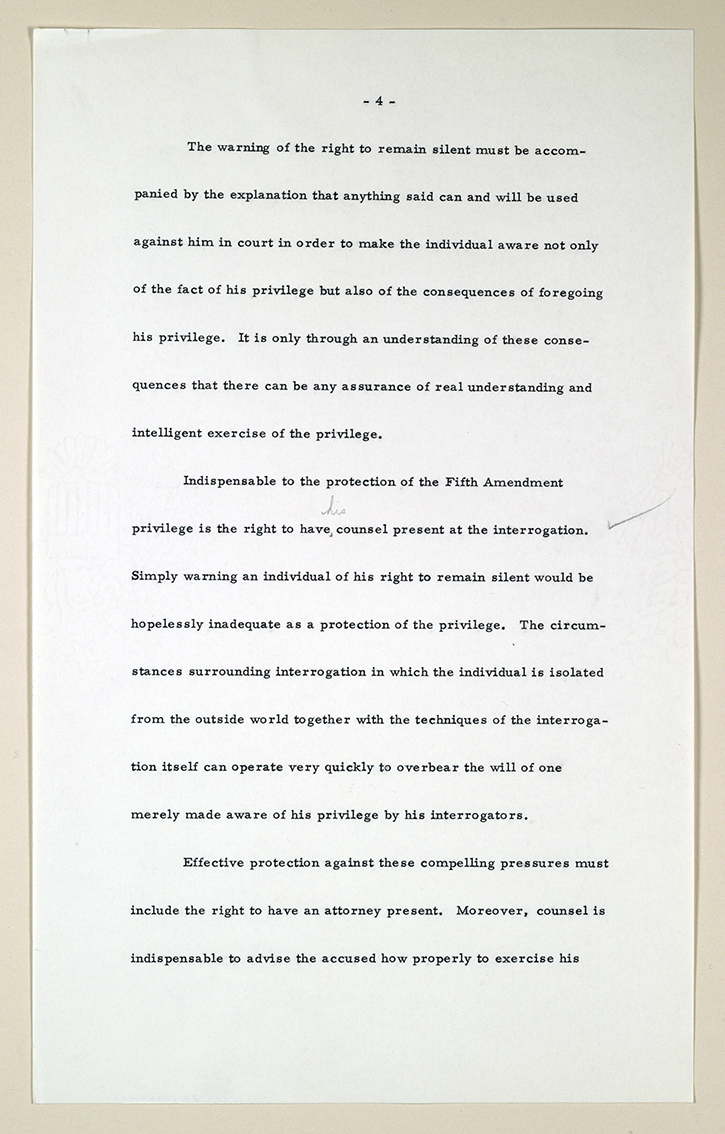
Page du manuscrit écrit par le juge en chef Earl Warren concernant l'affaire Miranda v. Arizona.

Les droits reconnus par l’arrêt Miranda, ou « droits Miranda » (Miranda rights), et l’avertissement inspiré de l’arrêt Miranda, ou « avertissement Miranda » (Miranda warning ou Miranda caution), sont des notions de procédure pénale dégagées par la Cour suprême des États-Unis en 1966 dans l’affaire Miranda v. Arizona.
Ces droits se manifestent par la prononciation d’un avertissement lors de l’arrestation d'un individu, lui signifiant notamment son droit à garder le silence et de bénéficier d’un avocat. Le recours systématique à cet avertissement par la police et sa portée symbolique, amplifiée par sa présence dans de nombreux films et téléfilms américains, ont contribué à sa notoriété en dehors des États-Unis. Dans les faits, 78 % des suspects décident de parler à la police, même après avoir été informés de leur droit au silence.

## Affaire Miranda

### Faits de l’affaire Miranda
Ernesto Miranda naît en 1941 à Mesa en Arizona. D’un niveau scolaire d’école élémentaire, il est fréquemment condamné et emprisonné.
En 1962, il se trouve à Phoenix. Selon la police de cette ville, il aurait à plusieurs reprises enlevé et violé plusieurs jeunes filles. En mars 1963, une des victimes croit reconnaître la voiture de son agresseur. Miranda est arrêté par la police. Au cours de l’interrogatoire, sans avoir été informé de ses droits ni être assisté d’un avocat, Ernesto Miranda avoue l’enlèvement et le viol. Lors du procès, le procureur utilise ses aveux comme moyen de preuve contre Miranda qui est alors condamné pour enlèvement et viol. Son avocat, Alvin Moore, tente de faire rejeter ses aveux. Il fait appel de la décision devant la Cour suprême de l'Arizona (en), mais celle-ci confirme la décision en avril 1965.
Robert J. Cocoran, un ancien avocat de la partie civile, prend connaissance de l’affaire à la suite du procès devant la Cour suprême d’Arizona. Il savait que des aveux pouvaient facilement être obtenus de la part de suspects n’ayant pas un niveau d’éducation très élevé et ignorant le plus souvent leurs droits. En juin 1965, il fait appel à John J. Flynn, un avocat de la défense du cabinet Lewis and Roca à Phoenix. Celui-ci accepte de soutenir l’affaire avec l’aide de John P. Frank et de Peter D. Baird.

### ArrêtMiranda v. Arizona
L’affaire est plaidée devant la Cour suprême des États-Unis du 28 février au 1er mars 1966, la décision est rendue le 13 juin de la même année.
La Cour estime qu'étant donné la nature coercitive de l’interrogatoire lors d’une garde à vue (le Chief Justice Earl Warren cite plusieurs manuels de police), les droits de la personne interrogée doivent être garantis.
Elle s'appuie sur deux amendements du Bill of Rights : le cinquième amendement qui dispose notamment que nul ne peut être forcé à témoigner contre lui-même (« No person [...] shall be compelled in any criminal case to be a witness against himself ») et le sixième amendement selon lequel l'accusé a droit à un avocat (« In all criminal prosecutions, the accused shall enjoy the right [...] to have the Assistance of Counsel for his defense. »).
C’est dans le but d’assurer la sauvegarde de ces droits constitutionnels que la Cour déclare que :
« The person in custody must, prior to interrogation, be clearly informed that he has the right to remain silent, and that anything he says will be used against him in court; he must be clearly informed that he has the right to consult with a lawyer and to have the lawyer with him during interrogation, and that, if he is indigent, a lawyer will be appointed to represent him. »
« La personne en garde à vue doit, préalablement à son interrogatoire, être clairement informée qu’elle a le droit de garder le silence et que tout ce qu’elle dira sera utilisé contre elle devant les tribunaux ; elle doit être clairement informée qu’elle a le droit de consulter un avocat et qu'elle peut avoir l'avocat avec elle durant l’interrogatoire, et que, si elle n’en a pas les moyens, un avocat lui sera désigné d’office. »
Ce sont ces éléments qui constituent les « droits Miranda » et qui sont repris au travers de l'avertissement Miranda.
Ces droits n'ayant pas été respectés lors de l'interrogatoire d'Ernesto Miranda, la Cour annule ses aveux en tant que moyen de preuve. Grâce à un témoignage, il sera par la suite condamné à une peine de 20 à 30 ans de prison lors d'un deuxième procès et bénéficiera d'une libération conditionnelle en 1972.

## Conséquences de l’affaire Miranda

### Droits Miranda

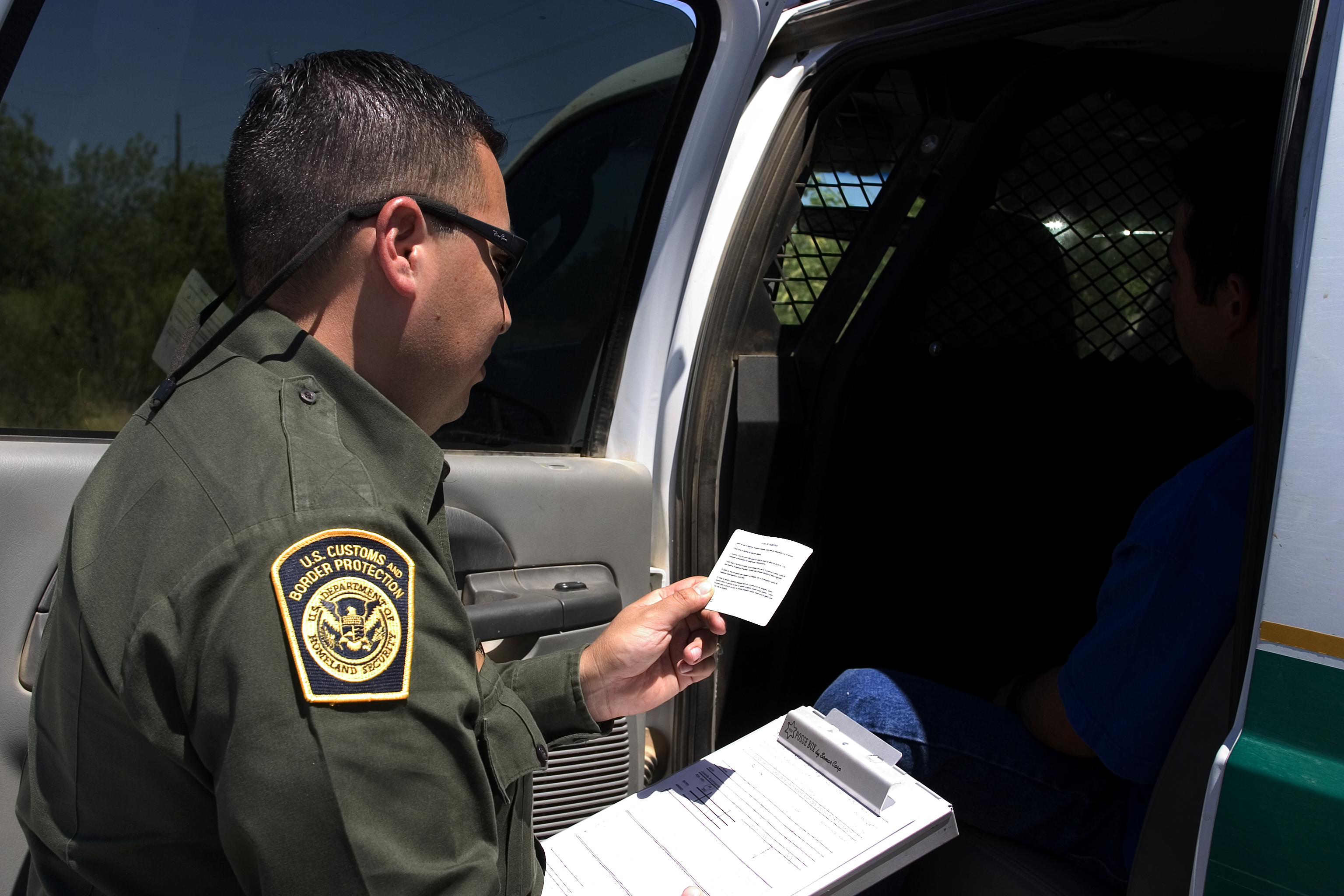
Agent de la patrouille frontalière américaine lisant ses droits à un Mexicain arrêté alors qu'il transportait de la drogue.

La Cour rappelle sur le fondement des cinquième et sixième amendements des droits à valeur constitutionnelle :
Le droit de garder le silence, qui découle du droit à ne pas témoigner contre soi-même. Lorsque la personne interrogée invoque ce droit, il produit tous ses effets ainsi la Cour suprême précise d’ailleurs que si le droit à garder le silence est invoqué au cours de l’interrogatoire, celui-ci doit cesser (« If the individual indicates in any manner, at any time prior to or during questioning, that he wishes to remain silent, the interrogation must cease. »). Toutefois, si l’individu choisit de parler en connaissant ses droits, ce qu’il dit pourra parfaitement être retenu à charge contre lui.
Le droit de faire appel à un avocat. La Cour rappelle que compte tenu de ce droit à l’avocat, la personne arrêtée peut s’en prévaloir quelles que soient ses ressources financières. Il ne s’agit pas là d’un élément nouveau, mais en précisant cette prise en charge, la Cour veille à ce que cette personne ne puisse pas croire que ses ressources puissent l’empêcher d’exercer ce droit. Sur ce point également, si l’individu exprime le souhait d’exercer ce droit, la Cour en assure l’effectivité puisque l’interrogatoire doit cesser jusqu’à ce que l’avocat soit présent. Michigan v. Jackson (1986) rendait nul et non avenu tout aveu obtenu lors de l'interrogatoire en l'absence de l'avocat, si le prévenu avait requis une assistance judiciaire. Cependant, cet arrêt a été renversé par Montejo v. Louisiana (2009).

### Avertissement Miranda
Le recours à un avertissement est la conséquence la plus marquante de l’arrêt rendu par la Cour. Lorsque l’avertissement est transmis à l’individu, on dit, selon l’expression consacrée, qu’on lui « lit ses droits », les anglophones américains ont même inventé le verbe to mirandize. Ces droits ne valent que lorsqu'il y a détention (« custodial interrogation (en) », maintien d'une personne dans les locaux des autorités ; soit la détention au sens français, la rétention, la garde à vue, etc.).
La forme de l’avertissement n’a pas strictement été définie par la Cour, seul son contenu est délimité par les droits qu’elle a énoncés. Il doit se faire de manière orale, et le témoignage du policier suffit aux tribunaux pour juger qu'il a été donné : il est donc difficile aux prévenus d'affirmer qu'on ne lui aurait pas lu ses droits.
Ainsi la formulation peut varier selon les juridictions américaines, un exemple de formulation peut être :
« You have the right to remain silent. If you give up that right, anything you say can and will be used against you in a court of law. You have the right to an attorney and to have an attorney present during questioning. If you cannot afford an attorney, one will be provided to you at no cost. During any questioning, you may decide at any time to exercise these rights, not answer any questions, or make any statements. »
« Vous avez le droit de garder le silence. Si vous renoncez à ce droit, tout ce que vous direz pourra et sera utilisé contre vous devant une cour de justice. Vous avez le droit à un avocat et d'avoir un avocat présent lors de l'interrogatoire. Si vous n'en avez pas les moyens, un avocat vous sera commis d’office. Durant chaque interrogatoire, vous pourrez décider à n'importe quel moment d'exercer ces droits, de ne répondre à aucune question ou de ne faire aucune déposition. »
Depuis la Cour a estimé que cet avertissement devait être fait de façon sérieuse, c’est-à-dire notamment compréhensible, le problème a été posé pour l’arrestation d’une personne ayant un mauvais niveau d’anglais, ou un faible niveau d’éducation. C’est la raison pour laquelle il est parfois requis que la personne acquiesce ses droits.
Ainsi, par exemple, en Californie, l’officier rajoute « Do you understand the rights I have just read to you? With these rights in mind, do you wish to speak to me? », ce qui peut être traduit par « Avez-vous compris les droits que je viens de vous lire ? En ayant ces droits à l’esprit, voulez-vous me parler ? »

## État du droit dans d'autres pays

### Absence de droits Miranda au Canada
Lors des manifestations du convoi de la liberté dans la capitale canadienne d'Ottawa, certains manifestants se sont opposés à leur arrestation pour le motif erroné qu'on ne leur avait pas lu leurs droits Miranda. Bien qu'en droit canadien, il existe notamment un droit au silence et un droit à l'assistance d'un avocat, les modalités de ces droits ne sont pas les mêmes qu'aux États-Unis et les policiers ne sont pas obligés de faire une lecture systématique des droits à l'accusé.
Dans l'arrêt R. c. Sinclair, la Cour suprême du Canada a refusé d'importer les droits Miranda américains au Canada. La Cour suprême affirme en outre que le droit à l'avocat n'est pas absolu durant un interrogatoire policier. Il existe cependant une obligation d'information du droit à l'avocat en vertu de l'article 10 de la Charte canadienne des droits et libertés ; lorsque l'individu arrêté est informé par les policiers de son droit à l'avocat et qu'il téléphone ensuite à son avocat, l'avocat l'informe généralement de son droit au silence et de ses autres droits le cas échéant.

### Union européenne
La Commission européenne en la personne de Viviane Reding propose en 2010 que les policiers européens lisent un avertissement standardisé aux suspects.

## Postérité
Le film dramatique et biographique américain Miranda's Victim réalisé par Michelle Danner et sorti en 2023 est consacré à la vie de la victime de Miranda, Patricia « Trish » Weir et donc à l'avertissement Miranda.